# Oriol Busquets
Oriol Busquets Mas (Sant Feliu, 1999. január 20. –) spanyol labdarúgó, az FC Arouca játékosa, és többszörös spanyol utánpótlás-válogatott játékos.

## Pályafutása
Busquets 2007-ben, 8 évesen csatlakozott az FC Barcelona akadémiájához.

#### FC Barcelona
2017. április 29-én debütált a tartalék csapatban, Segunda División B  Liga AE Prat elleni győztes mérkőzésen, csereként a 73' percben Alberto Pereát váltotta.
 A következő szezonban 2017. augusztus 19-én a spanyol másodosztályban is bemutatkozott, a Real Valladolid CF elleni 2-1-re megnyert mérkőzésen.
Az első csapatba először október 28-án nevezték az Athletic Bilbao elleni bajnoki összecsapásra, de nem kapott játéklehetőséget. November 29-én egy spanyol kupamérkőzésen a Real Murcia ellen mutatkozott be, és 62' perc játéklehetőséget kapott, a meccset 5-0-ra megnyerték.
2018. február 9-én súlyos térdsérülést szenvedett az edzésen.

#### FC Twente(kölcsön)
2019. augusztus 27-én az FC Barcelona kölcsönadta a holland első osztályú csaptnak a 2019–20-as szezonra, kivásárlási opció nélkül.
Szeptember 1-én csereként debütált az FC Utrecht elleni 3–1-es mérkőzésen. A 75. percben Javier Espionsát váltotta.
Október 30-án bemutatkozott a Holland kupában, a De Treffers elleni 2–0-ás hazai mérkőzésen.

#### Clermont Foot
2021. augusztus 28-án aláírt a Clermont Foot csapatához.

## Statisztika
2021. január 24-i állapot szerint.
| Klub             | Szezon           | Bajnokság          | Bajnokság | Bajnokság | Kupa  | Kupa  | UEFA  | UEFA  | Egyéb | Egyéb | Összes | Összes |
| Klub             | Szezon           | Liga               | Mérk.     | Gólok     | Mérk. | Gólok | Mérk. | Gólok | Mérk. | Gólok | Mérk.  | Gólok  |
| ---------------- | ---------------- | ------------------ | --------- | --------- | ----- | ----- | ----- | ----- | ----- | ----- | ------ | ------ |
| Barcelona B      | 2016–17          | Segunda División B | 2         | 0         | —     | —     | —     | —     | —     | —     | 2      | 0      |
| Barcelona B      | 2017–18          | LaLiga2            | 22        | 0         | —     | —     | —     | —     | —     | —     | 22     | 0      |
| Barcelona B      | 2018–19          | Segunda División B | 30        | 1         | —     | —     | —     | —     | —     | —     | 30     | 1      |
| Barcelona B      | 2020–21          | Segunda División B | 7         | 0         | —     | —     | —     | —     | —     | —     | 7      | 0      |
| Barcelona B      | Összesen         | Összesen           | 61        | 1         | —     | —     | —     | —     | —     | —     | 61     | 1      |
| Barcelona        | 2017–18          | La Liga            | 0         | 0         | 1     | 0     | 0     | 0     | 0     | 0     | 1      | 0      |
| Barcelona        | 2018–19          | La Liga            | 0         | 0         | 1     | 0     | 0     | 0     | 0     | 0     | 1      | 0      |
| Barcelona        | Összesen         | Összesen           | 0         | 0         | 2     | 0     | 0     | 0     | 0     | 0     | 2      | 0      |
| Twente (kölcsön) | 2019–20          | Eredivisie         | 21        | 0         | 2     | 0     | —     | —     | 0     | 0     | 23     | 0      |
| Twente (kölcsön) | Összesen         | Összesen           | 21        | 0         | 2     | 0     | —     | —     | 0     | 0     | 23     | 0      |
| Karrier összesen | Karrier összesen | Karrier összesen   | 82        | 1         | 4     | 0     | 0     | 0     | 0     | 0     | 86     | 1      |

## Családja
Busquetsnek van egy bátyja: Pol, aki szintén focizik, kapus poszton.